# Avion Express
Avion Express er et flyselskab fra Litauen. Selskabet har hub og hovedkontor på Vilnius International Airport ved landets hovedstad Vilnius. Avion Express blev etableret i 2005 under navnet Nordic Solutions Air Services. Det er ejet af Avia Solutions Group med base i Vilnius.
Selskabet havde i november 2011 fire fly og producerede udelukkende charter- og fragtflyvninger.

## Historie
Flyselskabet blev etableret i marts 2005 under navnet Nordic Solutions Air Services, og 21. september samme år fik selskabet sin flyvetilladelse. I 2008 skiftede selskabet navn til det nuværende, Avion Express.
Det schweizisk baserede selskab Avion Capital Partners, der havde islandske ejere, købte i 2010 igennem deres franske investeringsfirma Eyjafjoll SAS flyselskabet.
Avion Express til dato største fly i flåden blev tilført 31. marts 2011, da selskabet fik et Airbus A320-200 fly. Flyet var på det tidspunkt 19 år gammel, og var det første fly fra Airbus der blevet registreret i Litauen (LY-VEX). Flyet blev i første omgang malet med navnet Avion Express Italia, da det blev udstationeret på Milano Malpensa Airport ved den italienske by Milano.
Den 23. november 2011 blev det offentliggjort at Avion Express skulle stå for den operationelle drift, af det nyetablerede islandske flyselskab WOW airs ruter. WOW havde leaset to Airbus 320 fly for en længere periode, med start fra 1. juni 2012.

## Flyflåde
Avion Express flåde består af følgende fly (junior 2023):
- 36 Airbus A320-212
- 3 Airbus A321